# Johann Christoph Bathe
Johann Christoph Bathe (* 19. September 1754 in Halle (Saale); † 17. März 1818 ebenda) war ein deutscher Rechtswissenschaftler.

## Leben
Bathe besuchte das Gymnasium in Halle und studierte die Rechtswissenschaften an der Universität seiner Heimatstadt. Nachdem er am 17. September 1785 seine Arbeit Exceptionem Scti Macedoniani etiam fidejussori pro filio familias competere unter Daniel Nettelbladt verteidigt hatte, wurde er zum Doktor der Rechte promoviert. 1788 ernannte man ihn zum außerordentlichen Professor der Rechte in Halle und am 14. November 1797 wurde er ordentlicher Professor. Bathe war auch Mitglied der Freimaurer.

## Werke
- D. Ph. J. Heislers juristische Abhandlungen und Erörterungen einiger wichtigen und streitigen Fragen aus dem bürgerlichen, peinlichen und geistlichen Rechte. Halle 1783
- Dissertatio Inauguralis Iuridica Sistens Thesin Exceptionem Scti Macedoniani Etiam Fideiussori Pro Filiofamilias Competere. Halle 1785; 11568232 im VD 18.
- Progr. Plan zu seinen Vorlesungen für angehende preußische Juristen. Halle 1789